# Novorossiya (tỉnh)

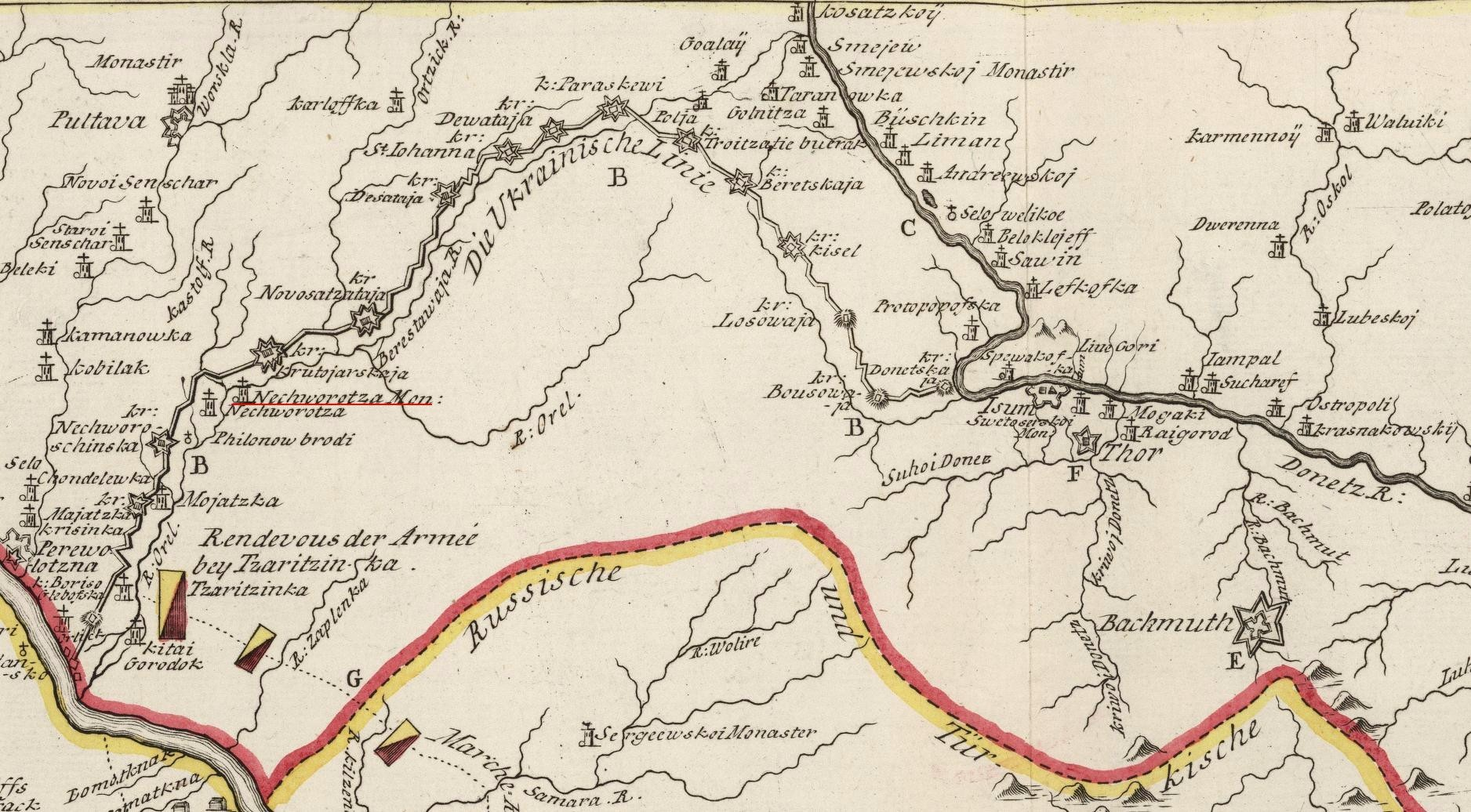
Bản đồ phòng tuyến Ukraina

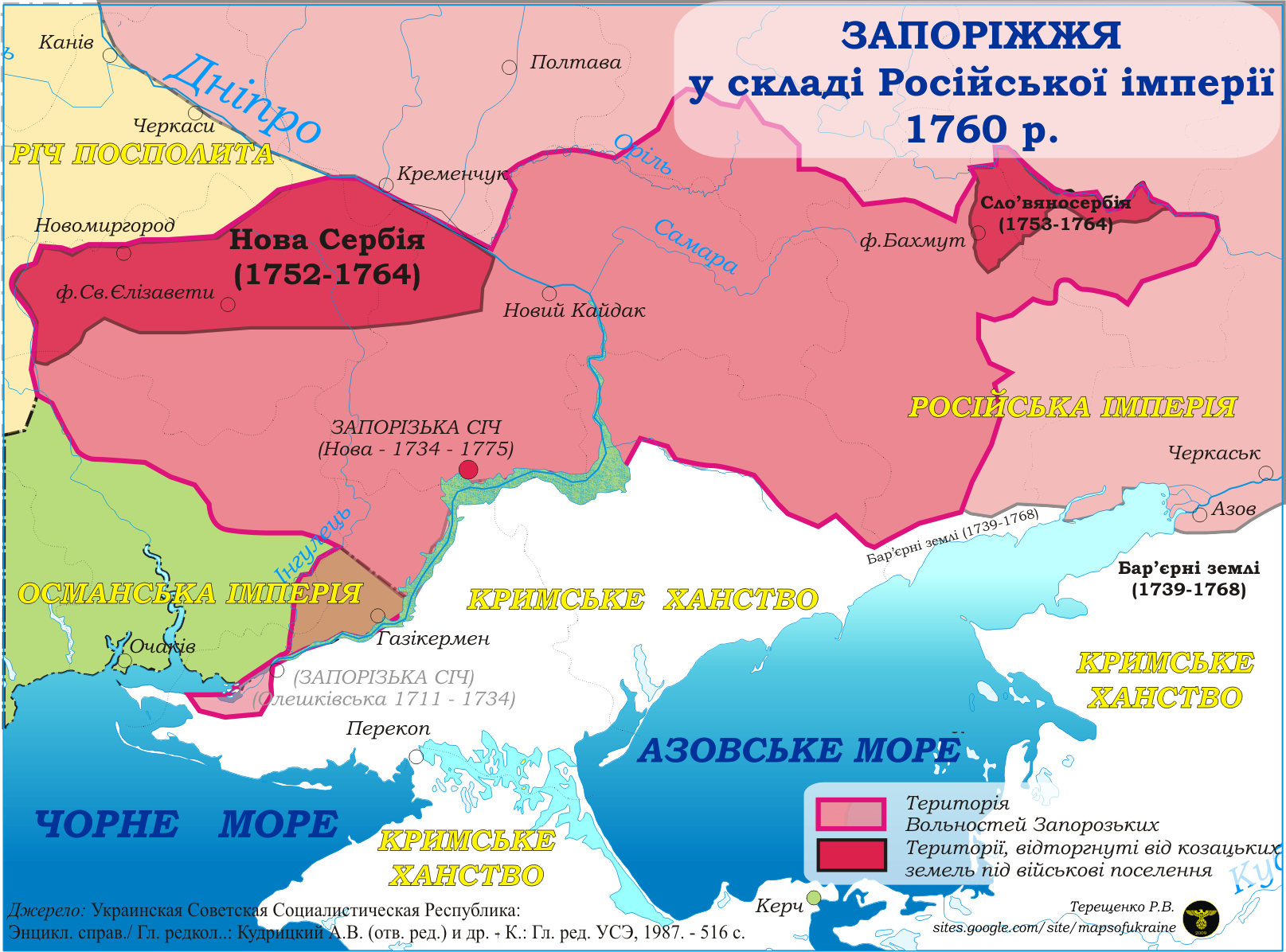
Sich Zaporizhia năm 1760 với các lãnh thổ bị người ngoại quốc thực dân hóa

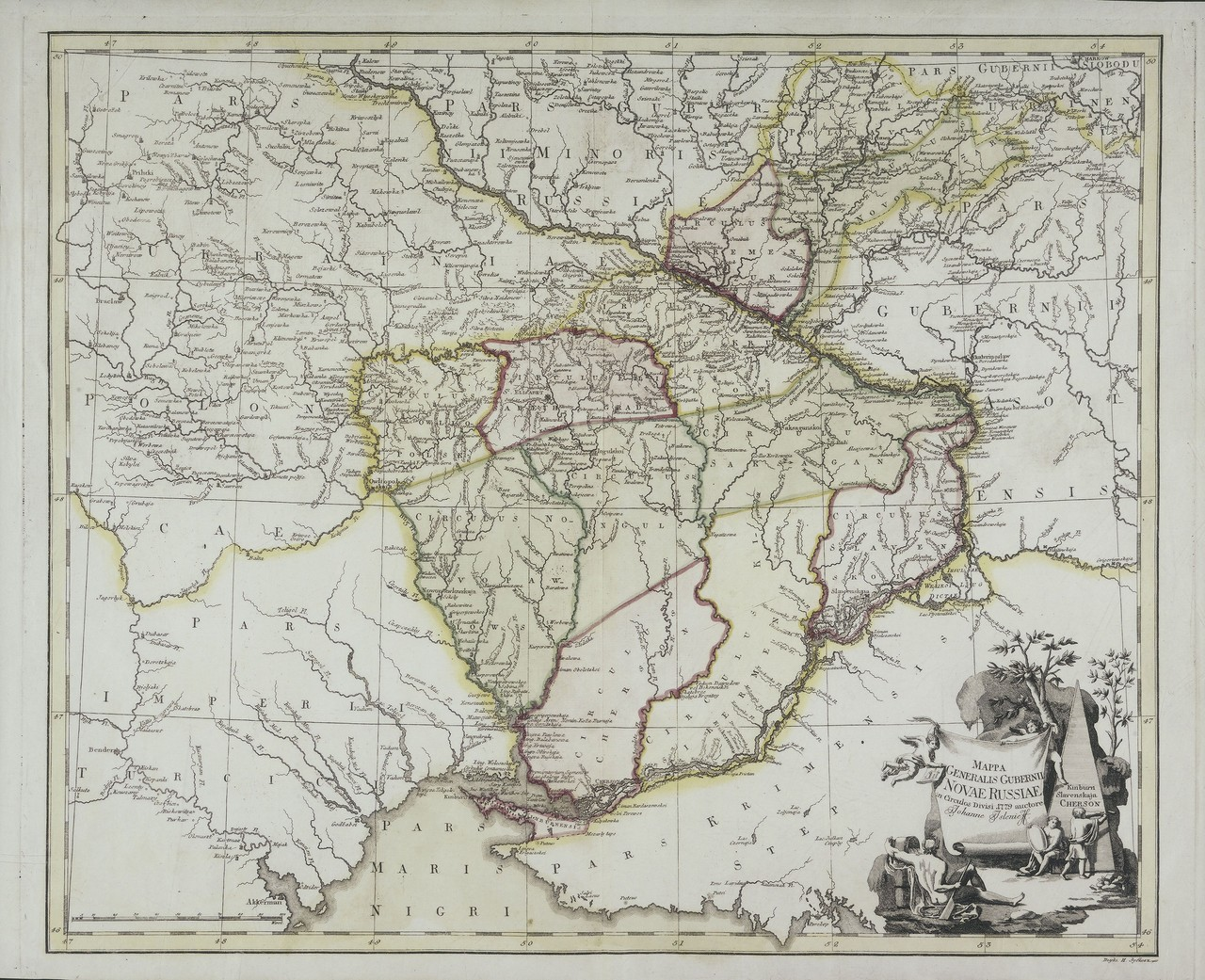
Bản đồ Tổng tỉnh Novorossiya năm 1779, thể hiện phân chia vùng đất Quân đoàn Zaporizhia giữa các tỉnh Novorossiya và Azoff

Tỉnh Novorossiya (tiếng Nga: Новороссийская губерния, đã Latinh hoá: Novorossiyskaya guberniya; tiếng Ukraina: Новоросійська губернія), là một tỉnh của Đế quốc Nga tại các lãnh thổ từng thuộc Ottoman và người Cossack, tồn tại từ năm 1764 cho đến  cải cách hành chính năm 1783. Tỉnh được tạo ra và quản lý theo "Kế hoạch thuộc địa hóa tỉnh Tân Nga" do Thượng viện Nga ban hành. Tỉnh trở thành khu vực đầu tiên ở Nga được Yekaterina Đại đế cho phép nhận người Do Thái nước ngoài định cư.
Hầu hết các lãnh thổ của tỉnh từng thuộc về Sich Zaporozhia cũng như Trung đoàn Poltava và Trung đoàn Myrhorod của Quốc gia hetman Cossack. Việc thành lập tỉnh là thành công về mặt chiến lược và có lợi cho Nga. Sau khi kết thúc cuộc chiến tranh của Nga chống lại Ottoman vào năm 1774, Nga mở được đường tiếp cận Biển Đen và thiết lập một khu vực được gọi là Novorossiya ("Tân Nga"). Tỉnh được tạo ra phỏng theo vùng Biên giới quân sự của Đế quốc Áo chống lại Đế quốc Ottoman, và có sự tham gia của nhiều đơn vị quân đội được tái định cư ở Ukraina.
Năm 1796, tỉnh được tái lập, nhưng với trung tâm không phải ở Kremenchug mà ở Yekaterinoslav, và năm 1802 được chia thành ba tỉnh: Tỉnh Yekaterinoslav, tỉnh Taurida, tỉnh Nikolayev (được gọi là tỉnh Kherson từ năm 1803).

## Lịch sử
Tỉnh được thành lập vào ngày 2 tháng 4 [22 tháng 3 lịch cũ] năm 1764 với tư cách là một quân khu để bảo vệ biên giới phía nam của đế quốc và để chuẩn bị cho chiến dịch quân sự lớn trong Chiến tranh Nga-Thổ Nhĩ Kỳ. Tỉnh thống nhất các lãnh thổ của Tân Serbia, Slavo-Serbia và Trung đoàn Slobidskyi (ngày nay ở tỉnh Kirovohrad) là các khu vực phía bắc của Buhohard Palatinate (Sich Zaporizhia). Tỉnh tập trung ở pháo đài Thánh Elizaveta, ban đầu được chia thành ba lãnh thổ (polki) được gắn với mỗi trung đoàn trong khu vực: Trung đoàn giáo mác Thành phố Elizabeth, Trung đoàn kỵ binh Hussar Đen và Trung đoàn kỵ binh Hussar Vàng.
Kể từ ngày 22 tháng 6 [11 tháng 6 lịch cũ] 1764, tỉnh này cũng bao gồm cái gọi là Phòng tuyến Ukraina, một tuyến gồm các pháo đài do Nga xây dựng nằm giữa sông Dnepr và sông Donets, được quản lý bởi các trung đoàn giáo mác Dnepr và Donets (dựa theo Pandur của Habsburg, người Cossack của Poltava, các trung đoàn Myrhorod), Slavo-Serbia với Trung đoàn giáo mác Lugansk, và các trung đoàn kỵ binh Hussar Raiko Preradovic và Ivan Sevic (ngay sau đó hai trung đoàn này được hợp nhất thành Trung đoàn kỵ binh Hussar Bakhmut) cũng như Trung đoàn kỵ binh Hussar Samara (ban đầu là Trung đoàn kỵ binh Moldavia có trụ sở tại Kiev).
Thủ phủ đầu tiên của tỉnh là thành phố Kremenchug (1765) với pháo đài Thánh Elizaveta (ngày nay là Kropyvnytskyi) phục vụ chức năng hành chính trước đó (1764).
Vào năm 1769–70 trong Chiến tranh Nga-Thổ Nhĩ Kỳ, đã có một cuộc nổi dậy trong các trung đoàn quân giáo mác Dnepr và Donets. Tình trạng bất ổn bắt đầu trên lãnh thổ của tỉnh Poltava ngày nay và cuối cùng lan rộng khắp các vùng đất của Quân đoàn Zaporizhia. Cuộc nổi dậy bị các lực lượng Đế quốc Nga trấn áp không thương tiếc và những kẻ chủ mưu bị trừng phạt bằng knout (roi da) hoặc bị đưa đến katorga (trại lao động). Trung đoàn quân giáo mác Donets cuối cùng bị buộc phải tham chiến với Ottoman, nơi họ đóng vai trò quan trọng trong việc chiếm Syvash, lấy Perekop, Caffa (Feodosiya).
Vào tháng 6 năm 1775, Quân đội Đế quốc Nga đã san bằng thủ đô của Sich Zaporizhia, sau đó tất cả các vùng đất của nó được sáp nhập vào tỉnh Novorossiysk. Năm sau, các vùng Bakhmut và Yekaterina được chuyển giao cho tỉnh Azov mới thành lập.

## Hành chính
Tỉnh Novorossiya được chia thành 12 tỉnh cấp hai (circuluses) và chia tiếp thành các huyện (uyezd). Thành phố Yekaterinoslav (nay là Novomoskovsk) nằm tại tỉnh Azov. Thành phố Yekaterinoslav (nay là Dnipro) nằm tại tỉnh Novorossiya.
Danh sách tỉnh cấp hai (circuluses):
Lãnh thổ trước khi phân chia Sich
- Olviopolsk – Olviopol (nay là Pervomaisk)
- Elizabethgrad – Elizabethgrad (nay là Kropyvnytskyi)
- Krukov – Krukov (nay là huyện bao gồm Kremenchuk)
- Kremenchuk – Kremenchuk (trung tâm hành chính của tỉnh)
- Poltava – Poltava
- Novo-Senzhar – Novo-Senzhar (nay là Novi Sanzhary)

Các lãnh thổ tiếp nhận sau khi phân chia Sich
- Kherson – Kherson (khu định cư mới xây dựng với pháo đài và căn cứ hải quân Biển Đen chính)
- Novopavlovsk – Novopavlovsk (nay là Voznesensk)
- Ingulsk – Ingulsk (nay là làng Inhulo-Kamianka tại huyện Kropyvnytskyi)
- Slavensk – Slavensk (nay là Nikopol)
- Kisikermen – Kisikermen (nay là Beryslav)
- Saksagan – Saksagan (nay là làng Saksahan tại huyện Kamianske, tỉnh Dnipropetrovsk)

## Thành lập lần hai
Vào tháng 12 năm 1796, Pavel I cho tái lập tỉnh Novorossiya, chủ yếu từ đất đai của Phó vương quốc Yekaterinoslav trước đây. Năm 1802, tỉnh này được chia thành tỉnh Nikolayev (được gọi là tỉnh Kherson từ năm 1803), tỉnh Yekaterinoslav và tỉnh Taurida.
Nghị định ngày 12 tháng 12 năm 1796 thiết lập chế độ nông nô trên lãnh thổ Nam Ukraina và Kavkaz bằng cách gắn nông dân với đất đai.
Tổng tỉnh Novorossiysk và Bessarabia được thành lập vào ngày 23 tháng 5 năm 1822, với trung tâm ở Odessa. Đơn vị này bao gồm các tỉnh Kherson, Yekaterinoslav và Taurida, cũng như chính quyền thành phố Odessa, Taganrog, Feodosiya và Kerch-Yenikalsky. Tuy nhiên, Công tước Richelieu, người được bổ nhiệm vào vị trí này vào năm 1805, vẫn được coi là thống đốc của Lãnh thổ Novorossiysk. Tổng tỉnh bị bãi bỏ vào năm 1874.
Phân chia
- Tỉnh cấp hai Bakhmut (1764–1775) chuyển cho tỉnh Azov
- Tỉnh cấp hai Kremenchug
- Tỉnh cấp hai Yekaterine
- Tỉnh cấp hai Yelizaveta

## Thống đốc

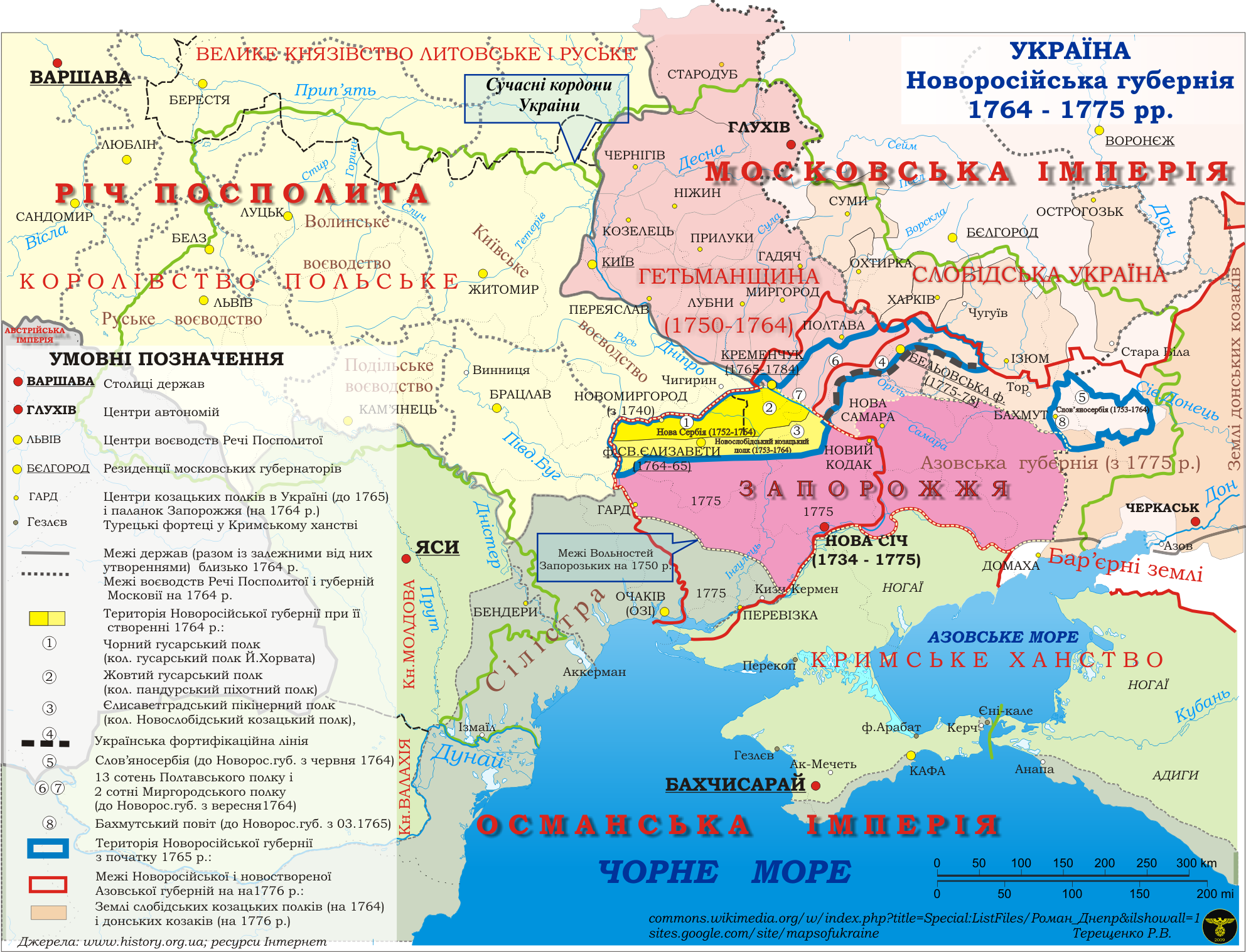
Các vùng đất của Ukraina năm 1764–1776. Thành lập tỉnh Novorossiysk lần thứ nhất (vàng)

Toàn quyền
- 1764–65 Aleksei Melgunov [ru]
- 1765–66 Yakov Brandt [ru]
- 1766–74 Fyodor Voeikov [ru]
- 1774–91 Grigory Potemkin
- 1791–96 Platon Zubov
- 1796–97 Nikolai Berdiayev [ru]
- 1805–14 Duc de Richelieu
- 1815–22 Alexandre de Langeron
- 1822–23 Ivan Inzov
- 1822–54 Mikhail Vorontsov
- 1830–32 Friedrich von der Pahlen
- 1854–55 Nicholas Annenkov
- 1855–64 Alexander Stroganov
- 1864–73 Paul Demetrius von Kotzebue

Phó vương (namestnik)
- 1779–83 Timofei Tutolmin [ru]
- 1783–88 Ivan Sinelnikov [ru]
- 1788–94 Vasiliy Kakhovsky
- 1794–96 Iosif Khorvat
- 1797–1800 Ivan Seletsky
- 1800–01 Ivan Nikolayev
- 1801–02 Mikhail Miklashevsky